# António de Sousa Braga
António de Sousa Braga, S.C.I. (Santo Espírito, Açores, 15 de março de 1941 - Lisboa, 22 de agosto de 2022) foi um sacerdote dehoniana e professor. Foi o 38.º bispo de Angra, governando aquela diocese de 30 de junho de 1996 até 15 de março de 2016, data em que passou a bispo emérito por ter completado os 75 anos de idade.

## Biografia
Filho de João de Sousa Braga e de sua mulher Maria Leandres, nasceu na freguesia de Santo Espírito, na ilha de Santa Maria, no seio de uma família numerosa, sendo o quinto de 10 irmãos.
Terminada a escola primária na sua freguesia natal, frequentou o ensino preparatório e a primeira parte do ensino liceal no Colégio Missionário do Sagrado Coração, mais conhecido pelo Colégio Missionário dos Padres do Sagrado Coração de Jesus, no Funchal, ilha da Madeira. Concluiu o curso complementar do ensino secundário no Instituto Missionário do Sagrado Coração (o Seminário dos Montes Claros), em Coimbra, que frequentou entre 1954 e 1961. Nesse período realizou o noviciado, em Aveiro, que concluiu em 1961.
De 1962 a 1964, frequentou o curso de Filosofia em Monza e, após um estágio de vida religiosa em Portugal, frequentou, de 1966 a 1970, o curso de Teologia na Pontifícia Universidade Gregoriana, em Roma. Em 1970 recebeu o diaconado, integrando a Província Portuguesa dos Sacerdotes do Coração de Jesus, mais conhecidos por padres dehonianos.
A 17 de maio de 1970, dia de Pentecostes, no contexto das celebrações dos seus 50 anos de ordenação sacerdotal, o papa Paulo VI ordenou 278 presbíteros originários de todos os continentes, entre os quais António de Sousa Braga. A sua primeira missa foi celebrada na freguesia Santo Espírito, a sua terra natal.
Especializou-se em Doutrina Social da Igreja em 1973, com curso feito na Universidade Gregoriana de Roma. Em 1973, foi nomeado formador no Seminário de Nossa Senhora de Fátima, em Alfragide, cabendo-lhe colaborar na formação de jovens religiosos. Foi  superior do Seminário de Alfragide de 1983 a 1991, acumulando com a função de pároco daquela localidade.
Na Província Portuguesa dos Sacerdotes do Coração de Jesus, desempenhou vários cargos. Em 1974 foi nomeado Conselheiro Provincial e em 1976, aos 35 anos de idade, foi eleito Superior Provincial da Congregação dos Dehonianos, cargo que exerceu durante dois mandatos, de 1976 a 1982. Neste ano, no Funchal, exerceu o cargo de Conselheiro Provincial e Superior do Colégio Missionário do Sagrado Coração.
Durante a realização do capítulo geral da Congregação, em 1991, foi eleito vice-superior geral, cargo que exerceu até ser escolhido para bispo da Diocese de Angra, em 9 de Abril de 1996. Foi sagrado bispo na Sé Catedral de Angra do Heroísmo no dia 30 de junho desse mesmo ano de 1996 por D. Aurélio Granada Escudeiro, a quem sucedia no episcopado.
D. António de Sousa Braga foi o 38.º bispo de Angra, cessando funções em 15 de março de 2016 ao atingir o limite de idade, pois o papa Francisco aceitara o seu pedido de resignação, sucedendo-lhe no cargo D. João Lavrador, que desde 29 de setembro de 2015 era bispo coadjutor com direito de sucessão. Passou então a bispo emérito da Diocese de Angra (Açores), título que detinha ao falecer.
Após a sua resignação, D. António de Sousa Braga quis voltar aos Sacerdotes do Coração de Jesus, ao Seminário de Nossa Senhora de Fátima, em Alfragide, onde foi formador e superior da comunidade.